# Stara Synagoga w Wilnie
Stara Synagoga w Wilnie, zwana Wielką – nieistniejąca obecnie główna synagoga ortodoksyjnej gminy żydowskiej w Wilnie, zbudowana w latach 1630–1633, przy ulicy Żydowskiej, na miejscu starszej murowanej synagogi. Bożnica została wzniesiona w stylu barokowo-renesansowym.

## Historia
Na początku XIX wieku dodano drewniany, polichromowany szczyt z bogatą galerią drewnianą w stylu klasycystycznym. Aby wejść do bożnicy, która była położona znacznie niżej od poziomu ulicy, należało zejść kilka stopni przez okute drzwi, które można było zatarasować od wewnątrz za pomocą ruchomej poręczy schodów. Wewnątrz znajdowała się kwadratowa sala główna, która mogła pomieścić około 300 osób. Na środku między czterema kolumnami stała piękna bima w kształcie rokokowego baldachimu. Na wschodniej ścianie znajdował się bogato zdobiony Aron ha-kodesz, udekorowany m.in. motywami roślinnymi i zwierzęcymi, typowo żydowskimi oraz z podwójnym orłem na szczycie. W synagodze przechowywano bogaty sprzęt liturgiczny oraz XVII i XVIII-wieczne lichtarze, wywiezione przez Rosjan w 1915.
W 1846 roku synagogę odwiedził Moses Montefiore, którego w bożnicy chciało zobaczyć tysiące okolicznych Żydów. Synagoga została zniszczona częściowo przez hitlerowców podczas II wojny światowej, lecz doszczętnego zniszczenia synagogi dokonało wojsko radzieckie.
W 1886 Matiyahu Straszun założył przy synagodze słynną bibliotekę, przy której istniało także archiwum gromadzące materiały do dziejów Żydów w Polsce. Biblioteka i archiwum mieściły się w piętrowym budynku wzniesionym w 1892 obok synagogi. W 1927 Biblioteka Publiczna Żydowska im. Matityahu Straszuna w Wilnie liczyła około 19 tys. woluminów.
Do dzisiaj ze Starej Synagogi pozostały m.in. drzwi Aron ha-kodesz oraz stół do odczytywania wersetów Tory, przechowywane w miejscowym muzeum żydowskim. Na miejscu budynku, którego ruiny uprzątnięto w 1948 roku, znajduje się przedszkole.
W 2002 pojawił się projekt odbudowy fragmentu dzielnicy żydowskiej w Wilnie, w tym Starej Synagogi.

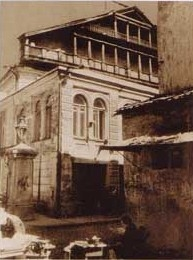
Stara Synagoga i biblioteka Straszuna, fasada zachodnia
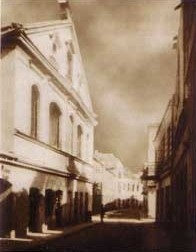
Fasada wschodnia
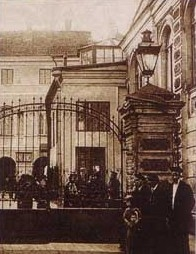
Brama na dziedziniec
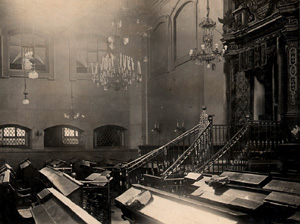
Święta Arka
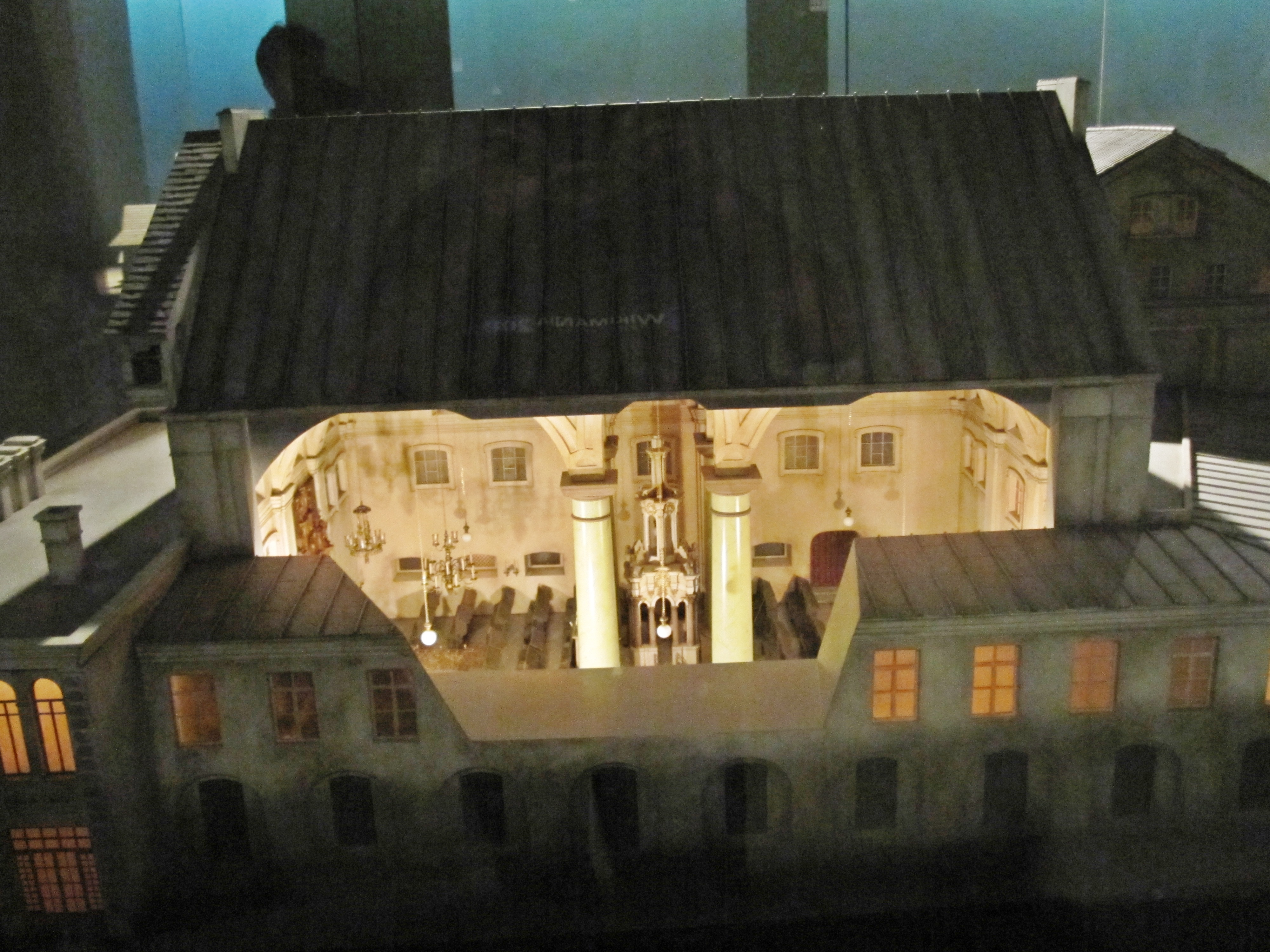
Model wnętrza